# Sinops fluvialis
Sinops fluvialis är en tvåvingeart som först beskrevs av Ichiro Miyagi 1977.  Sinops fluvialis ingår i släktet Sinops och familjen vattenflugor. Inga underarter finns listade i Catalogue of Life.